# Santa Maria Assunta
L'église de l'Assomption de Sainte Marie (en italien : Santa Maria Assunta) est une église catholique située à Riola di Vergato (it) dans le nord de l'Italie. 
L'église a été conçue par l'architecte finlandais Alvar Aalto.

## Architecture
L'église de Riola est un édifice conçu par Alvar Aalto dans la petite ville de Riola, dans la province de Bologne. 
Les plans du bâtiment ont été approuvés en 1966, mais le projet n'a été confirmé qu'en 1975, six mois avant la mort d'Alvar Aalto. Le bâtiment a été achevé en 1978 et son clocher dans les années 1990.
La structure porteuse de l'église est constituée de six arcs asymétriques en béton, donnant à l'église son profil extérieur distinctif, que certains comparent à une abstraction des montagnes locales des Apennins.
La conception de l'église prend en compte le fleuve Reno, les montagnes et le château voisin de Rocchetta Mattei (en).
La lumière naturelle filtre entre les arcs depuis les fenêtres ouvrant au nord.
Des bancs en bois, chacun légèrement plus court que le précédent à l'approche du chœur, sont placés sur les sols en carreaux de terre cuite.
L'autel est sans ornements et constitué d'un seul bloc de marbre. 
Le tabernacle a aussi été conçu par Alvar Aalto, bien qu'il ne se trouve pas à son emplacement d'origine.
Un baptistère hexagonal légèrement en contrebas est accroché au coin nord-ouest de l'église, qui a une grande lucarne pyramidale placée au-dessus des fonts baptismaux.

## Histoire

### Le contexte
Le 8 décembre 1965 se terminaient les travaux du Concile œcuménique Vatican II, le concile de la deuxième réforme catholique initiée par le pape Jean XXIII, et une vague de renouveau submergeait également la communauté de Riola di Vergato, plongée dans le calme de la chaîne des Apennins. 
C'est alors que la volonté obstinée du cardinal Giacomo Lercaro, modéré de l'assemblée du conseil, confia au déjà célèbre architecte finlandais Alvar Aalto la tâche de concevoir dans cette vallée qui en manquait un édifice religieux qui donnerait forme aux exigences de la modernité. 
Le renouveau et le retour à l'essence du message évangélique qui avait émergé avec force au cours du Concile. La construction de l'église de Santa Maria Assunta est devenue réalité après 10 ans, l'église de Santa Maria Assunta, est seule œuvre italienne du grand maître du mouvement moderne.

### Le projet
La conception du projet a commencé en 1965-1966. L'archevêque de Bologne, le cardinal Giacomo Lercaro, a obtenu la participation d'Alvar Aalto après avoir vu son travail dans une exposition au Palais Strozzi de Florence.
Le cardinal Lercaro avait également chargé les architectes Kenzo Tange et Le Corbusier de concevoir des églises dans son diocèse. 
Alvar Aalto Aalto et le cardinal Lercaro étant décédés en 1976 et seules certaines parties du plan directeur du projet ont été achevées, en conséquence ce travail pourrait être considéré comme posthume. 
La construction a commencé en 1975. L'église a été consacrée en 1978. 
Le clocher-tour n'a été achevé qu'en 1993.

## Galerie

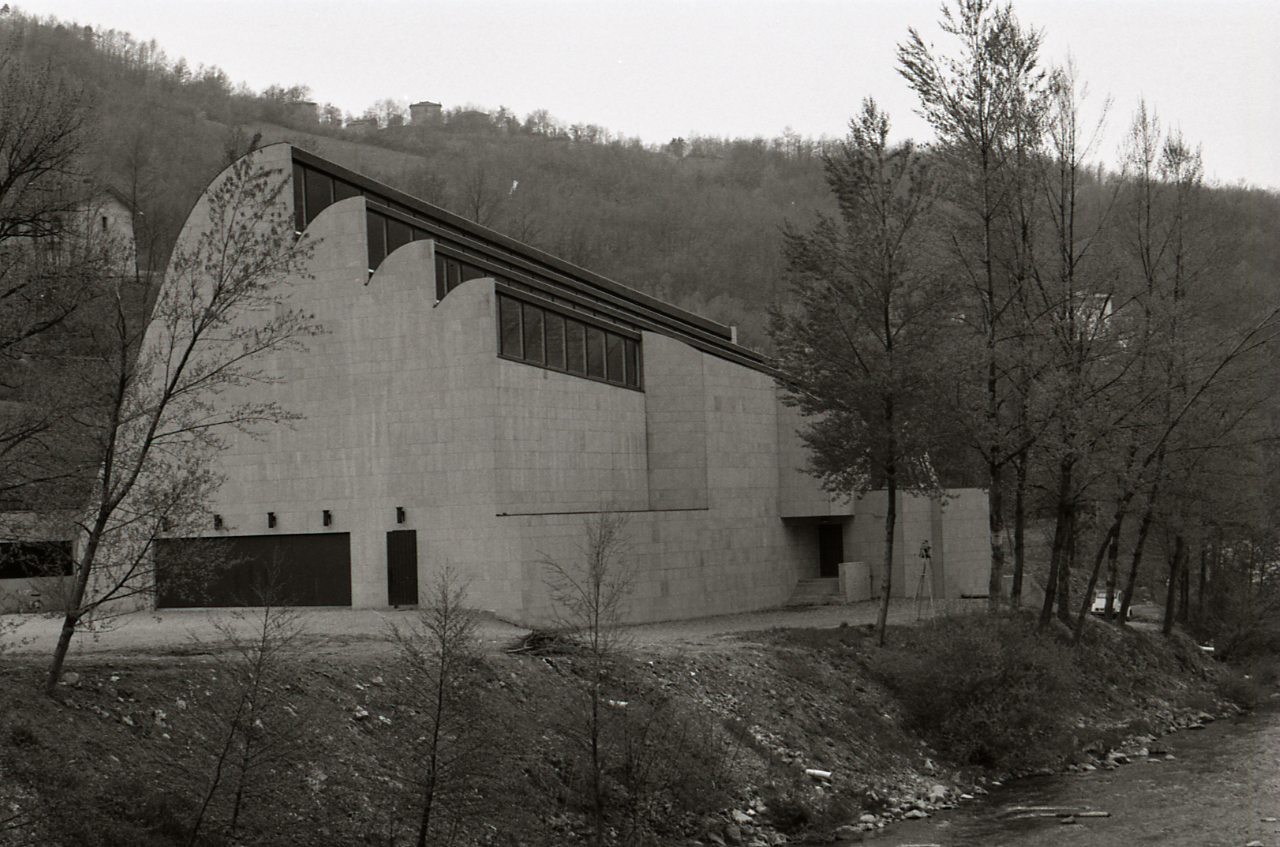
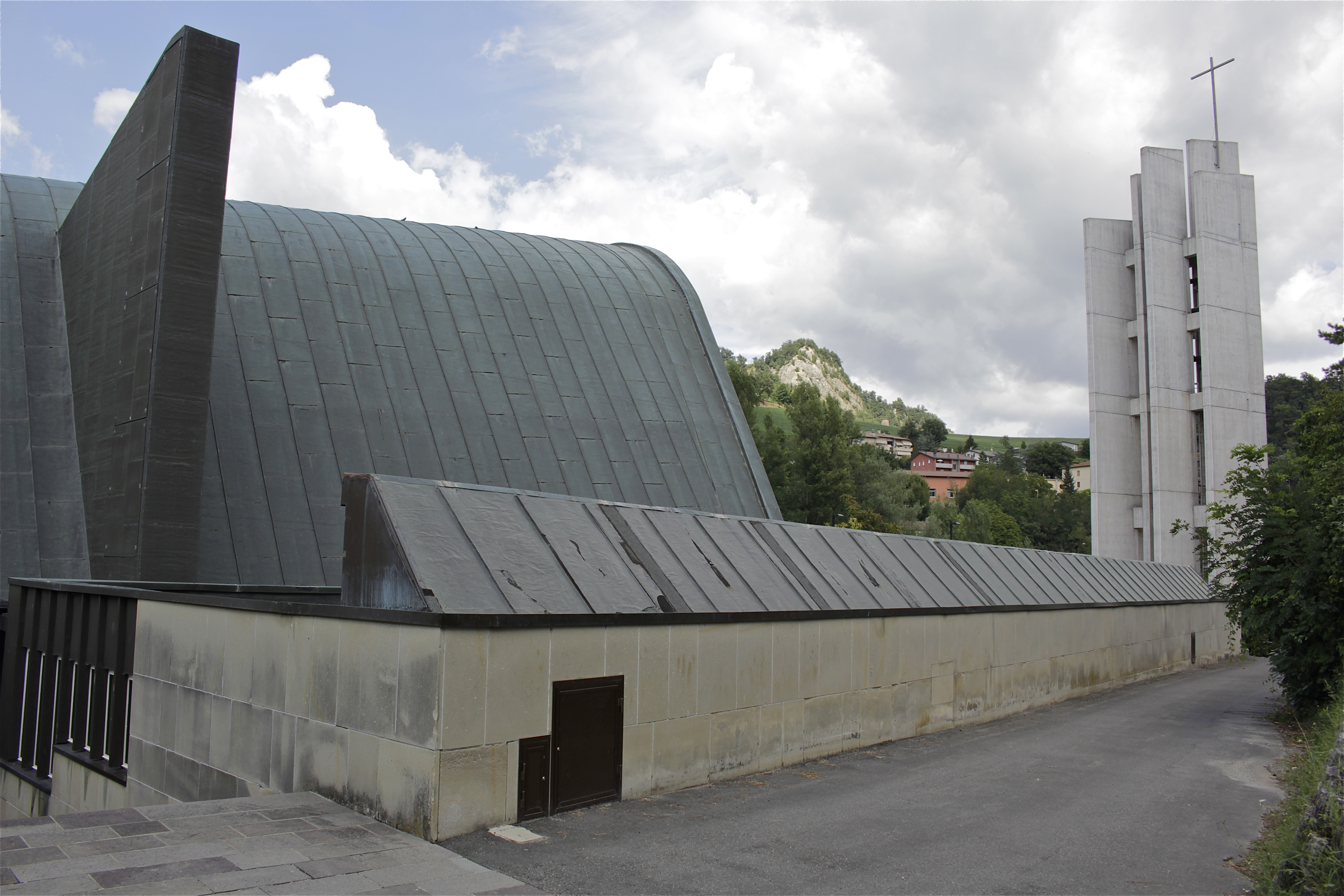
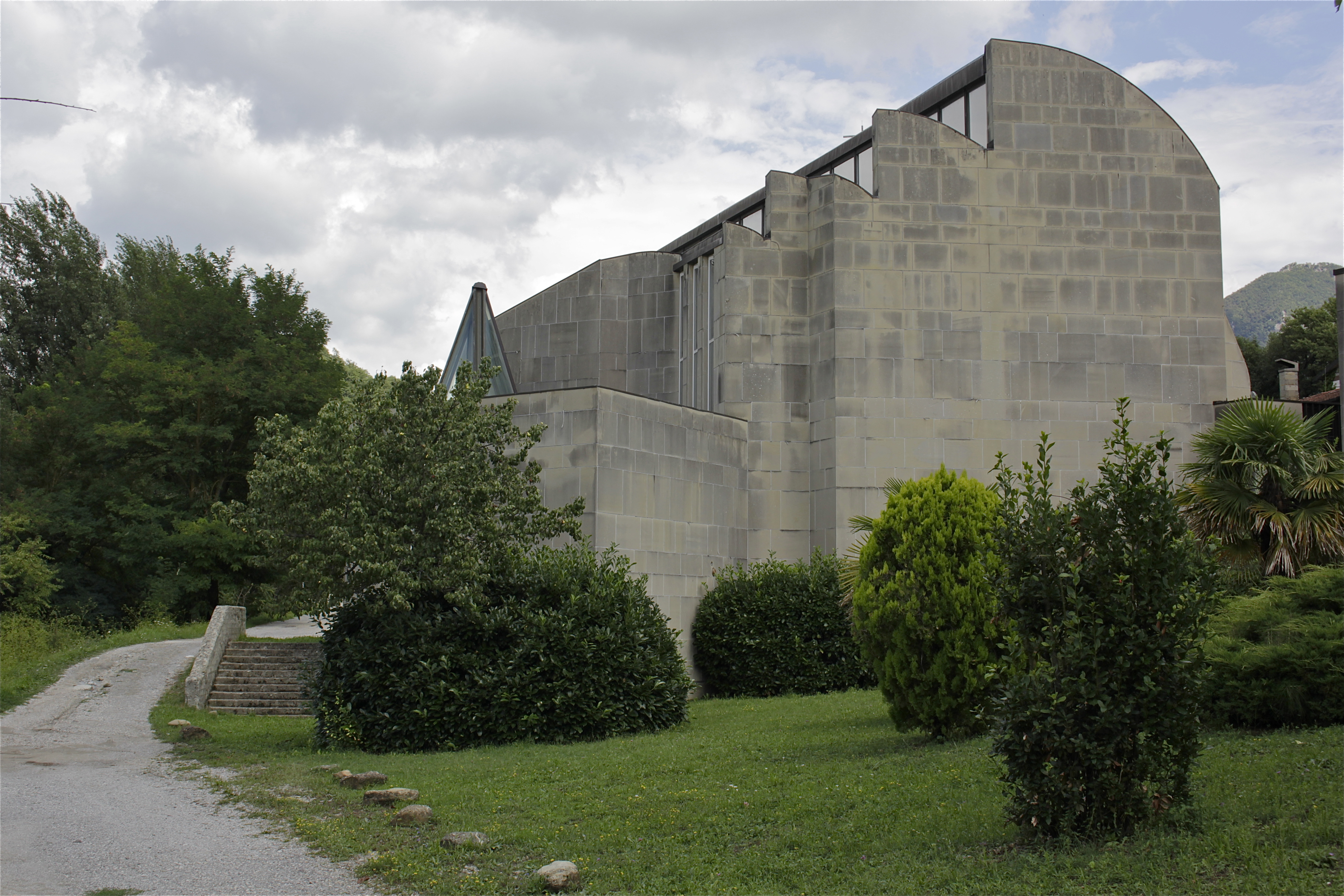

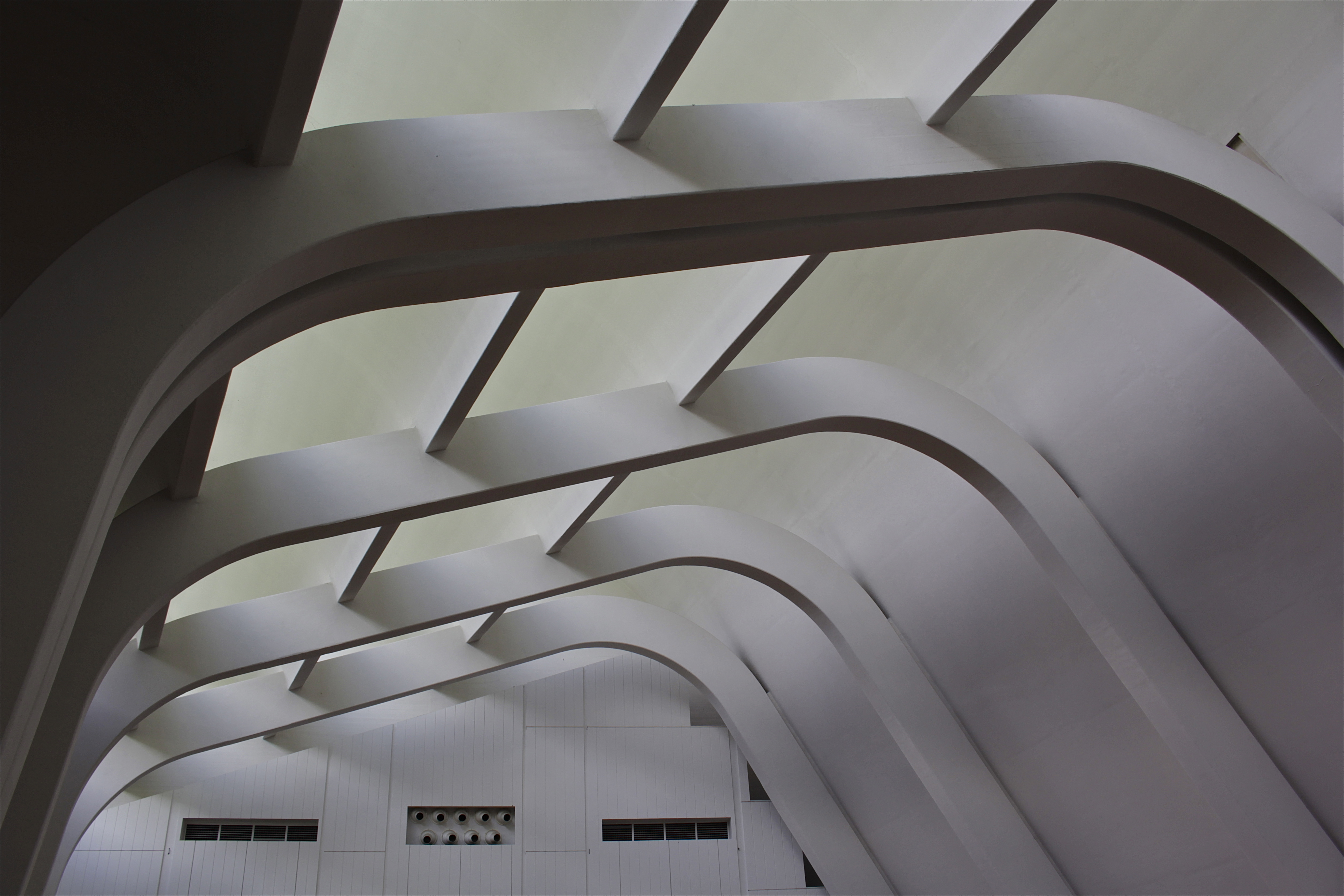
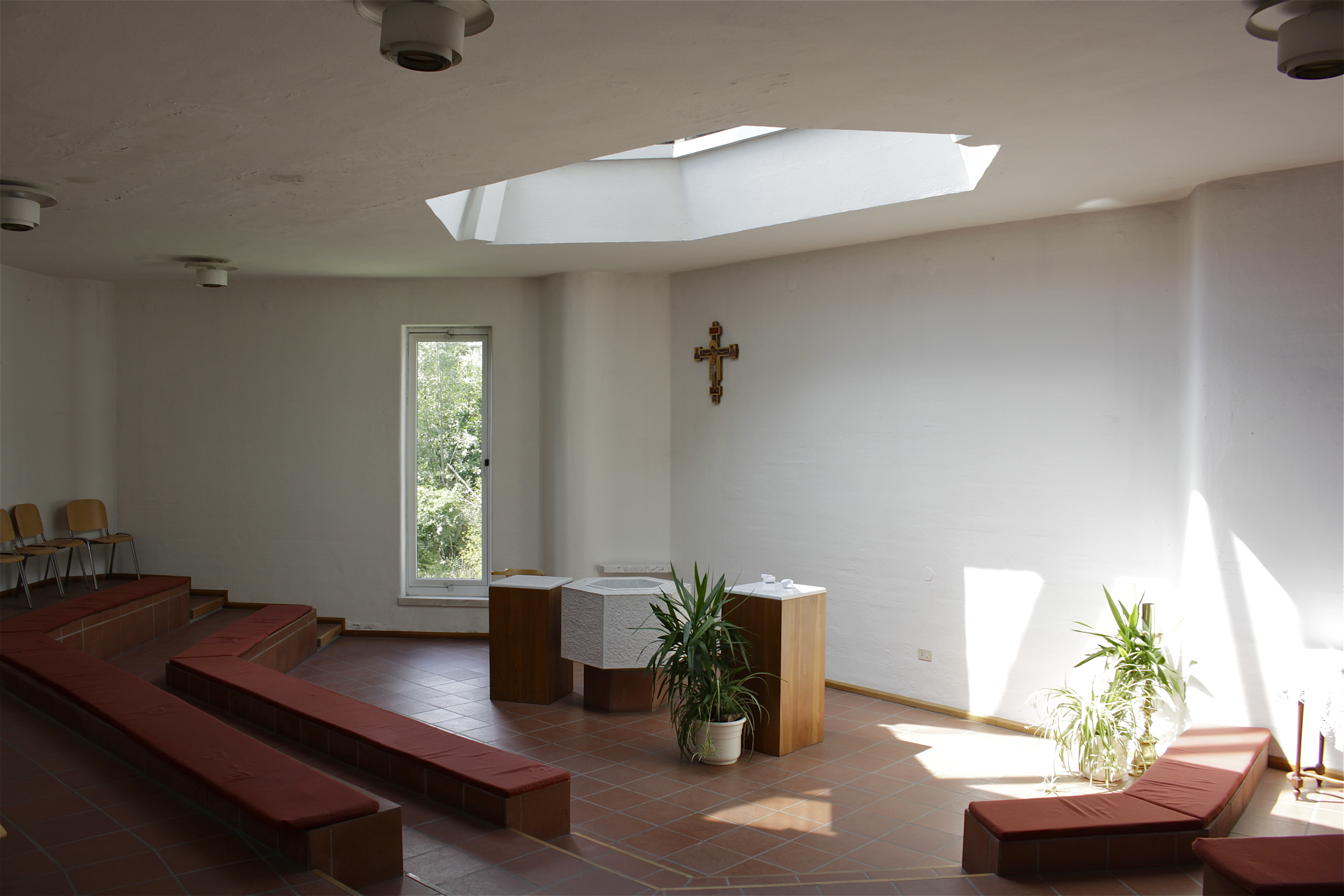
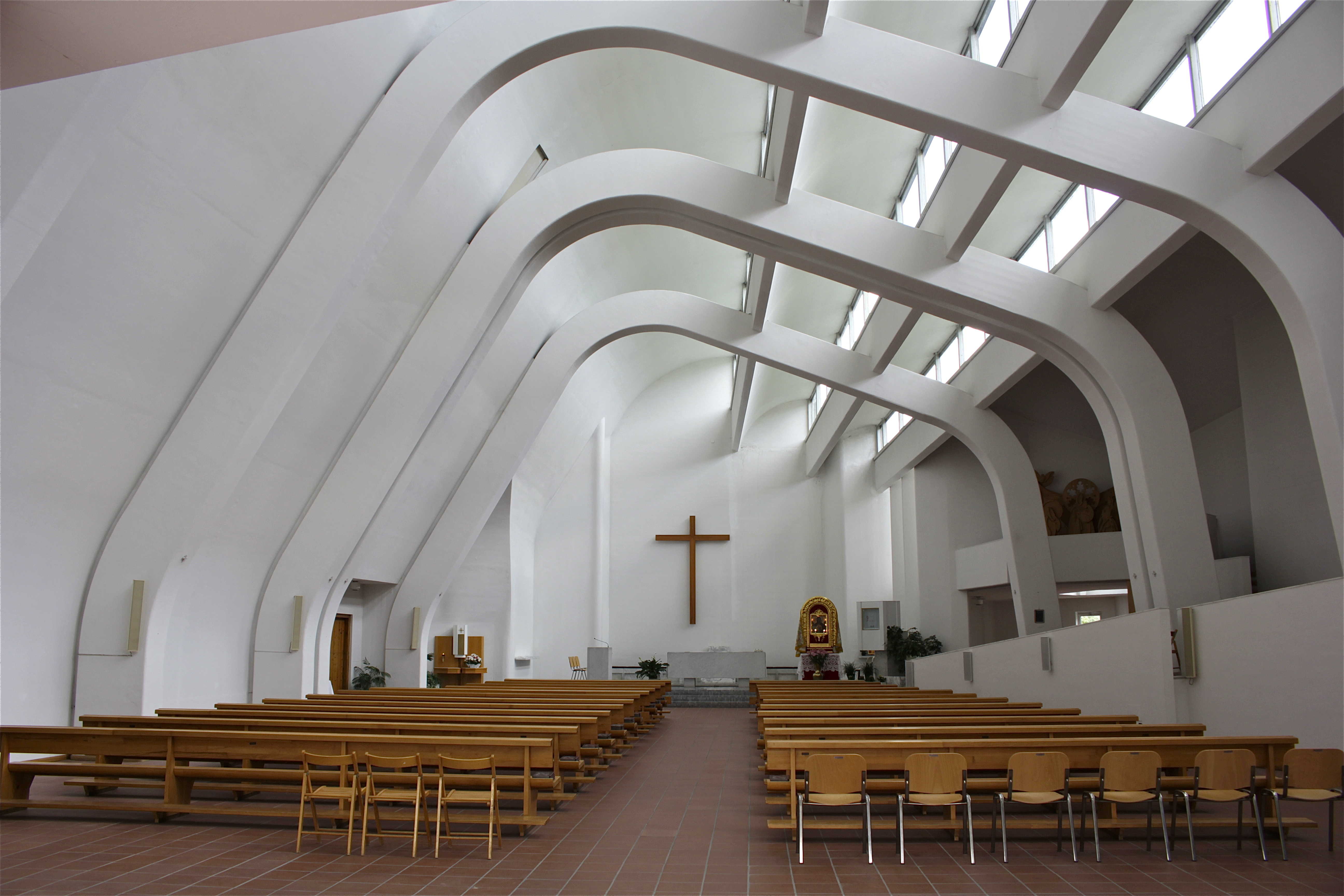